# 维勒皮永战役
维勒皮永战役（英語：Battle of Villepion），是1870年12月1日普法战争期间，法国与巴伐利亞王国在泰爾米尼耶与欧奈苏布瓦之间的泰尔米涅尔西部地区发生的一场战役，最终以法军胜利告终。
1870年11月28日博讷拉罗朗德战役结束后，法国卢瓦尔河军团绕过博讷拉罗朗德，向东朝着皮蒂维耶方向前进。1870年12月1日下午，法国第16军的一个步兵师和骑兵师与巴伐利亚第一军团在泰爾米尼耶地区西部相遇，双方随着展开战斗。
尽管整个巴伐利亚第一军团都投入了战斗，但巴伐利亚军无法维持优势，因此不得不撤离了维勒皮永，巴伐利亚军的指挥官巴普蒂斯特·冯·斯特凡将军也因被法军的夏塞波步槍发射的子弹打中胸部而受到重伤。
这里的战斗一直持续到夜幕降临，巴伐利亚军之后在黑夜的掩护下撤退，并与在盧瓦尼拉巴塔耶附近的弗里德里希·弗朗茨二世率领的其他部队会合。
撤退行动由巴伐利亚利王国亲王利奥波德（当时他的军階是少校）指挥的炮兵部队掩护。由于在这场战斗中取得的成就，他之后获得了馬克斯·約瑟夫軍功勳章，这也是巴伐利亚军事上最高的勳章。 第二天，普鲁士军团的反攻导致了卢瓦尼拉巴泰伊战役。